# Chenanson
 (août 2023).
Le chenanson est un cépage de France de raisins noirs.

## Origine et répartition géographique
Le chenanson est une obtention de Paul Truel du Institut national de la recherche agronomique de Montpellier. L'origine génétique est vérifiée et c'est un croisement des cépages Grenache noir x Jurançon noir réalisé en 1958. Le cépage est recommandé ou autorisé dans la majorité des départements viticoles du Languedoc et de la Provence (voir les départements Aude, Bouches-du-Rhône, Gard, Hérault, Pyrénées-Orientales, Var et Vaucluse). En France il couvre 635 hectares (2004).

## Caractères ampélographiques
- Extrémité du jeune rameau cotonneux blanc.
- Jeunes feuilles vertes ou jaunes
- Feuilles adultes, à 5 lobes avec un sinus latéral à fond aigu et étroit, un sinus pétiolaire étroit à lobes superposés, dents anguleuses et moyennes, un limbe aranéeux.

## Aptitudes culturales
La maturité est de troisième époque hâtive : 25 jours après le chasselas.

## Potentiel technologique
Les grappes sont grandes et les baies sont de taille petite à moyenne. La grappe est tronconique et ailée. Le cépage est vigoureux et fertile.
En matériel certifié, un clone est agréé : le clone 602.
Le vin rouge est bien coloré et de qualité quasi égale à celle du grenache.

## Synonymes
INRA 1509-149